# 北京五洲皇冠国际酒店

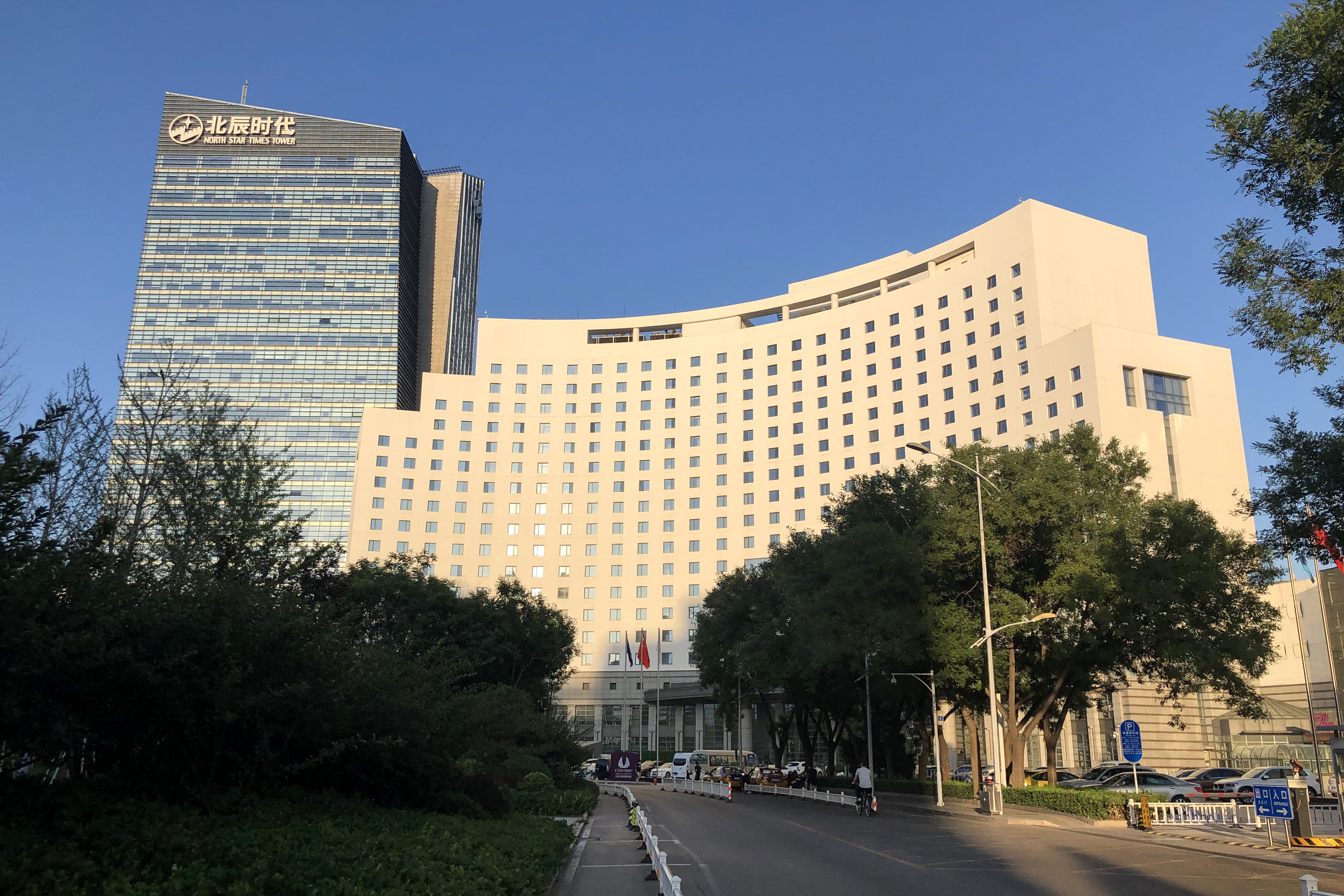
北京五洲皇冠国际酒店

北京五洲皇冠国际酒店（英語：V-Continent Beijing Parkview Wuzhou Hotel），位于北京市朝阳区北四环中路8号。

## 简介
该酒店的前身是北京五洲皇冠假日酒店。2013年10月20日，北京北辰实业股份有限公司与洲际酒店集团为期十年的管理合同到期。北京五洲皇冠假日酒店在2013年10月21日更名为北京五洲皇冠国际酒店，这标志着该酒店的业主北京北辰实业股份有限公司将自主管理该酒店。2014中国APEC峰会期间，该酒店是主办方向媒体记者推荐的酒店之一。